# 豊中郵便局
豊中郵便局（とよなかゆうびんきょく）は、大阪府豊中市にある郵便局。民営化前の分類では集配普通郵便局であった。

## 概要
住所：〒560-8799 大阪府豊中市岡上の町4-1-15

### 併設施設
- ゆうちょ銀行豊中店（大阪支店豊中出張所）：取扱店番号410850

### 分室
- 大阪国際空港内分室 (41085A)（北緯34度47分26.6秒 東経135度26分30.0秒 / 北緯34.790722度 東経135.441667度） - 大阪国際空港ターミナルビル中央ブロック1階に設置。取扱は郵便業務のみ。かつては当局の伊丹空港内分室 (41085A) で、民営化に伴いゆうちょ銀行の直営店が設置されるのに先立ち、2007年（平成19年）7月30日に豊中南郵便局大阪国際空港内分室 (41773A) に変更された。その後、2014年（平成26年）1月18日に貯金関連業務を廃止し、再度当局の分室となった。局番号および局所コードも、「伊丹空港内分室」の番号を復帰させて使用。

過去に存在した分室は以下のとおり。
- 保険分室 - 1956年（昭和31年）に廃止。

## 沿革
- 1954年（昭和29年）4月27日 - 電話通話および電報受付事務の取扱を開始[1]。
- 1956年（昭和31年）8月13日 - 豊中市岡町北五丁目から同市岡上ノ町四丁目に移転[注釈 1]。同日、保険分室を廃止。
- 1968年（昭和43年）7月1日 - 郵便番号導入に伴い豊中市の郵便番号は豊中地区・曽根地区・新田地区は〒560、庄内地区・服部地区は〒561となる。
- 1969年（昭和44年）6月30日 - 新田地区（現在の千里中央エリア）は郵便番号が〒565に変更され、新設の吹田千里郵便局へ移管。
- 1970年（昭和45年）3月23日 - 〒561地域の集配業務を新設の豊中南郵便局へ移管。
- 1996年（平成8年）7月1日 - 外国通貨の両替および旅行小切手の売買に関する業務取扱を開始。
- 2000年（平成12年）2月1日 - 吹田千里郵便局から「565-00xx」区域の集配業務を移管（同時に「560-00xx」に変更）。また、「560-08xx」区域の集配業務を豊中南郵便局に移管（同時に「561-08xx」に変更）。
- 2006年（平成18年）8月1日 - 大阪中央郵便局空港内分室を豊中郵便局伊丹空港内分室へ改称・所属変更（41061H→41085A）[3]。
- 2007年（平成19年）7月30日 - 豊中郵便局伊丹空港内分室を豊中南郵便局大阪国際空港内分室へ改称・所属変更（41085A→41773A）。
- 2007年（平成19年）10月1日 - 民営化に伴い、併設された郵便事業豊中支店、ゆうちょ銀行豊中店に一部業務を移管。
- 2012年（平成24年）10月1日 - 日本郵便株式会社の発足に伴い、郵便事業豊中支店を豊中郵便局に統合。
- 2014年（平成26年）1月18日 - 豊中南郵便局大阪国際空港内分室を豊中郵便局大阪国際空港内分室へ改称・所属変更（41773A→41085A）、取扱業務を郵便のみに変更[4]。

## 取扱内容

### 豊中郵便局
- 郵便、印紙、ゆうパック、内容証明
- 生命保険、バイク自賠責保険、自動車保険
- 地方公共団体事務（豊中市ごみ処理券・ごみ袋の販売）
- 豊中市内の北部地域（府道伊丹豊中線以北=走井を除く、府道旧大阪中央環状線以北=新千里南町は旧中央環状線以南を含む）（「560-00xx」区域）の集配業務
- ゆうゆう窓口

### ゆうちょ銀行豊中店
- 貯金、貸付、為替、振替、振込、国際送金、外貨両替、トラベラーズチェック、国債、投資信託、変額年金保険
- ATM

## 風景印
- 図柄は日本民家集落博物館(飛騨白川の民家(岐阜県)、服部緑地)、獅子舞。局名表記は「豊中」
- 使用開始日は1985年(昭和60年)7月23日

## 周辺
- 豊中市消防局・北消防署
- 豊中市立桜塚小学校

## アクセス
- 阪急宝塚線 豊中駅（東口）から徒歩約7分
- 阪急バス 北桜塚停留所下車
- 阪神高速池田線 豊中北出入口から北東へ約1.5km
- 国道176号沿い
- 駐車場あり：8台